# Oyama
Oyama (japanisch 小山市, -shi) ist eine Stadt in der Präfektur Tochigi auf Honshū, der Hauptinsel von Japan.

## Geographie
Oyama ist 60 Kilometer von Tokio entfernt.
Die Stadt wird durch den Fluss Omoigawa in zwei Hälften geteilt.

## Geschichte
In ihrer jetzigen Form wurde die Stadt am 31. März 1954 gegründet.

## Verkehr
- Straße:
  - Nationalstraße 4, nach Tokio oder Aomori
  - Nationalstraße 50, nach Maebashi oder Mito
- Zug: Bahnhof Oyama
  - JR Tōhoku-Shinkansen nach Tokio oder Hachinohe
  - JR Tōhoku-Hauptlinie nach Tokio oder Aomori
  - JR Mito-Linie, nach Mito

## Weblinks

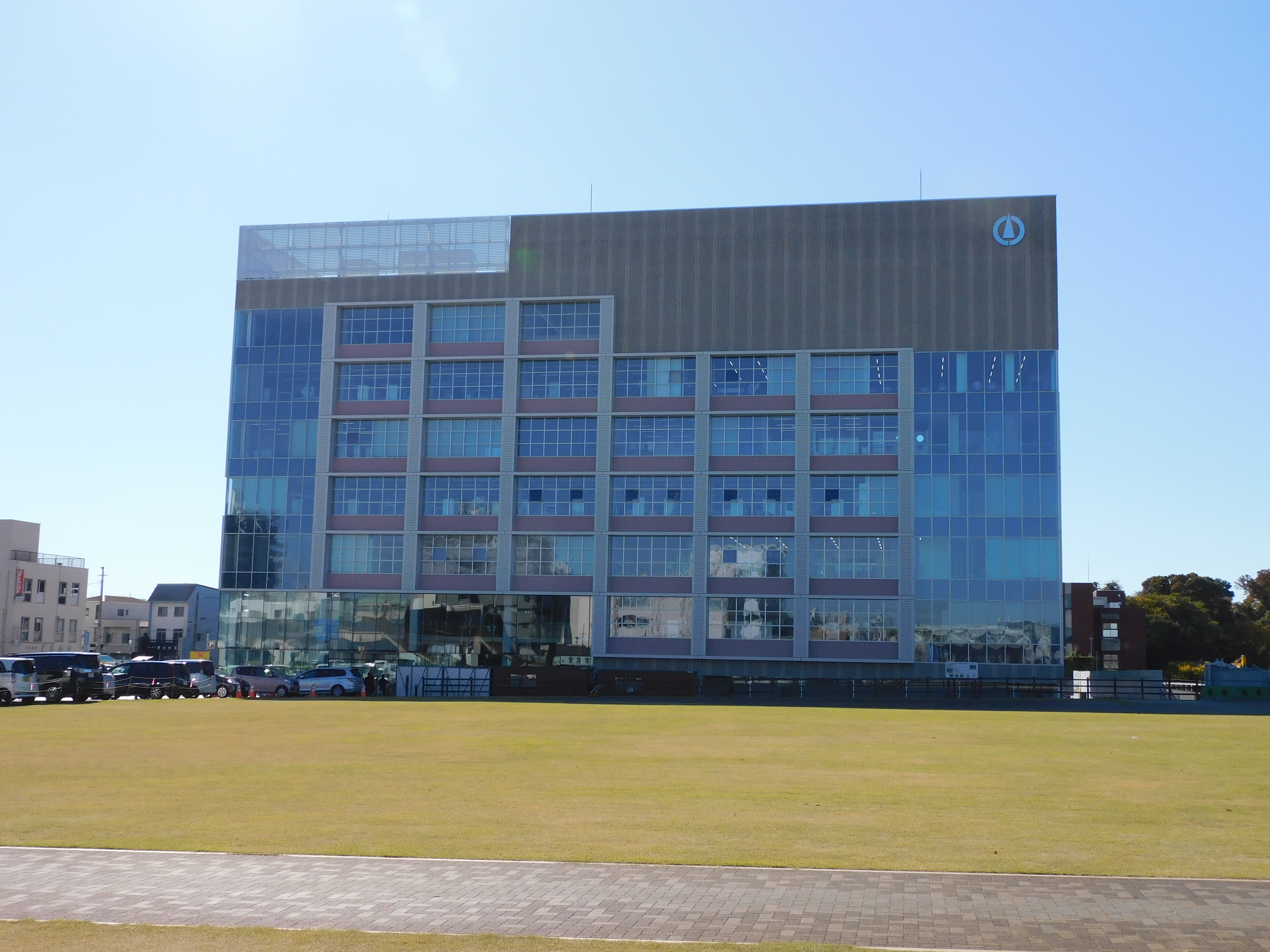
Rathaus von Oyama

## Städtepartnerschaften
- Lübz, seit 2003
- Cairns, seit 2006

## Angrenzende Städte und Gemeinden
- Tochigi
- Shimotsuke
- Koga
- Yūki
- Chikusei

## Persönlichkeiten
- Yūichirō Kamiyama (* 1968), Radrennfahrer
- Hiromu Mitsumaru (* 1993), Fußballspieler